# 마냐나 에스 파라 시엠프레
《마냐나 에스 파라 시엠프레》(스페인어: Mañana es para siempre)는 2008년 방영된 멕시코의 텔레노벨라이다.